# Fina Casalderrey Fraga
Fina Casalderrey Fraga (Xeve, província de Pontevedra, 1951) és una escriptora espanyola, professora d'educació secundària, etnògrafa vocacional, gastrònoma, conferenciant i periodista. Ha estat premiada diverses vegades per la seva obra literària, gastronòmica i periodística, i traduïda a totes les llengües d'Espanya.

## Obra literària
- Mutacións xenéticas, 1991 (novela infantil)
- Dúas bágoas por Máquina, 1992 (narrativa infantil). Premio Merlín.
- A noite dos coroides, 1993 (novela infantil)
- Chamizo, 1994 (narrativa infantil)
- el misterio de cementerio viejo,(narrativa infantil)
- ¡Asústate, Merche!, 1994 (novela juvenil)
- O misterio dos fillos de lúa, 1995 (narrativa infantil). Premio Nacional de literatura infantil y juvenil. Premio O Barco de Vapor.
- El estanque de los patos pobres, 1995. Premio Edebé de Literatura Infantil y Juvenil.
- ¡Prohibido cassar, papá!, 1996 (novela juvenil)
- Ás de mosca para Anxo, 1998 (narrativa infantil)
- A filla das hondas, 1999 (narrativa infantil)
- Bicos de prata, 1999 (narrativa infantil)
- A máscara de palma, 2001 (narrativa juvenil)
- Cando a Terra esqueceu xirar, 2002 (narrativa infantil)
- ¡Un can no piso! ¿E que?,2003 (narrativa infantil)
- Fillas das ondas,2003 (narrativa infantil)
- Eu son eu,2004
- O meu avó é unha gata, 2005
- Un misterio na mochila de Alba, 2005
- ¿Quen me quere adoptar?, 2005. Seleccionado en "The White Ravens 2006".
- Isha, nacida do corazón, 2006
- Silence!: El lago de las niñas mudas, 2006
- pitiflautas
- mi tesoro...'
- A lagoa das nenas mudas, 2007
- Historia da bicicleta dun home lagarto, 2014
- Icia quere cambiar o mundo

## Obra gastronòmica
Amb Mariano García ha publicat també llibres de recerca gastronòmica: O llibre da empanada, Festas gastronómicas de Galícia, Rebosteria a Galícia.